# Стшельцовізна
Стшельцовізна (пол. Strzelcowizna) — село в Польщі, у гміні Пласька Августівського повіту Підляського воєводства.
Населення — 231 особа (2011).
У 1975-1998 роках село належало до Сувальського воєводства.

## Демографія
Демографічна структура станом на 31 березня 2011 року:
|          | Загалом | Допрацездатний вік | Працездатний вік | Постпрацездатний вік |
| -------- | ------- | ------------------ | ---------------- | -------------------- |
| Чоловіки | 108     | 30                 | 61               | 17                   |
| Жінки    | 123     | 23                 | 65               | 35                   |
| Разом    | 231     | 53                 | 126              | 52                   |